# قاچاق انسان در تایلند
قاچاق انسان در تایلند (انگلیسی: Human trafficking in Thailand) بعنوان یک کشور منبع، مقصد و کشور ترانزیت برای مردان، زنان و کودکانی است که در معرض قاچاق برای اهداف کار اجباری و قاچاق جنسی قرار دارند، می‌باشد. رفاه نسبی تایلند موجب جذب مهاجران از کشورهای همسایه می‌شود. مهاجران به دلیل شرایط فقر از کشور خود فرار می‌کنند و به تایلند روی می‌آورند. در مورد میانمار، سرکوب نظامی هم مزید بر علت است. مهاجرت غیرقانونی به تایلند، برای قاچاقچیان فرصتی است تا از مهاجرین غیرقانونی سوء استفاده کرده و آنها را به بردگی غیرارادی یا استثمار جنسی وادار کنند.
برخی از مردان تایلندی که برای کار قراردادی با مهارت پایین به تایوان، کره جنوبی، اسرائیل، آمریکا و کشورهای خلیج‌فارس مهاجرت می‌کنند، پس از رسیدن به مقصد مجبور به تحمل کار اجباری می‌شوند.
تایلند یک کشور مقصد برای بسیاری از مهاجران غیرقانونی از کشورهای همسایه برای رسیدن به مشاغل بهتر است. چهار بخش کلیدی اقتصاد تایلند ماهیگیری، ساختمان‌سازی، کشاورزی تجاری و خدمات خانگی، به شدت بر مهاجران میانماری و دیگر گروه‌های اقلیت قومی کشور میانمار از جمله کودکان، به عنوان کارگر ارزان قیمت و قابل استثمار تکیه دارند. در این زمینه‌ها، مهاجران به راحتی تحت شرایط بد رفتاری قرار می‌گیرند. بسیاری از این مهاجران به ویژه در برابر سوءرفتار در شرایط اجباری کار از حمایت قانونی برخوردار نیستند. از جمله این مهاجران، زنانی هستند که برای کار در تجارت جنسی بکار گرفته می‌شوند. کودکانی از میانمار، لائوس و کامبوج به گدایی اجباری و کار اجباری به تایلند قاچاق می‌شوند.

## اقدامات دولت
دولت تایلند به‌طور کامل از حداقل استانداردهای حذف قاچاق کالا تبعیت نمی‌کند، با این حال، ادعا می‌کند که تلاش می‌کند تا این کار را انجام دهد. در ماه نوامبر سال ۲۰۰۷، مجلس قانونگذاری ملی تایلند قانون جامع ضد قاچاق جدید را تصویب کرد و دولت تایلند اعلام کرد که از ماه ژوئن سال ۲۰۰۸ این قانون را اجرا خواهد کرد.

## موضع‌گیری‌ها
دفتر نظارت و مبارزه با قاچاق انسان در وزارت امور خارجه ایالات متحده آمریکا، تایلند را در سال ۲۰۱۷ در رده دوم "Tier 2 Watchlist" کشورهای (مبارزه با قاچاق انسان) قرار داده‌است.
براساس گزارش قاچاق مواد مخدر در ایالات متحده (TIP) در ماه ژوئن سال ۲۰۱۶ افراد برای کار اجباری یا سوءاستفاده جنسی به تایلند قاچاق می‌شوند و اتباع تایلند هم به همین دلایل به خارج قاچاق می‌شوند.